# علاوة الإصدار

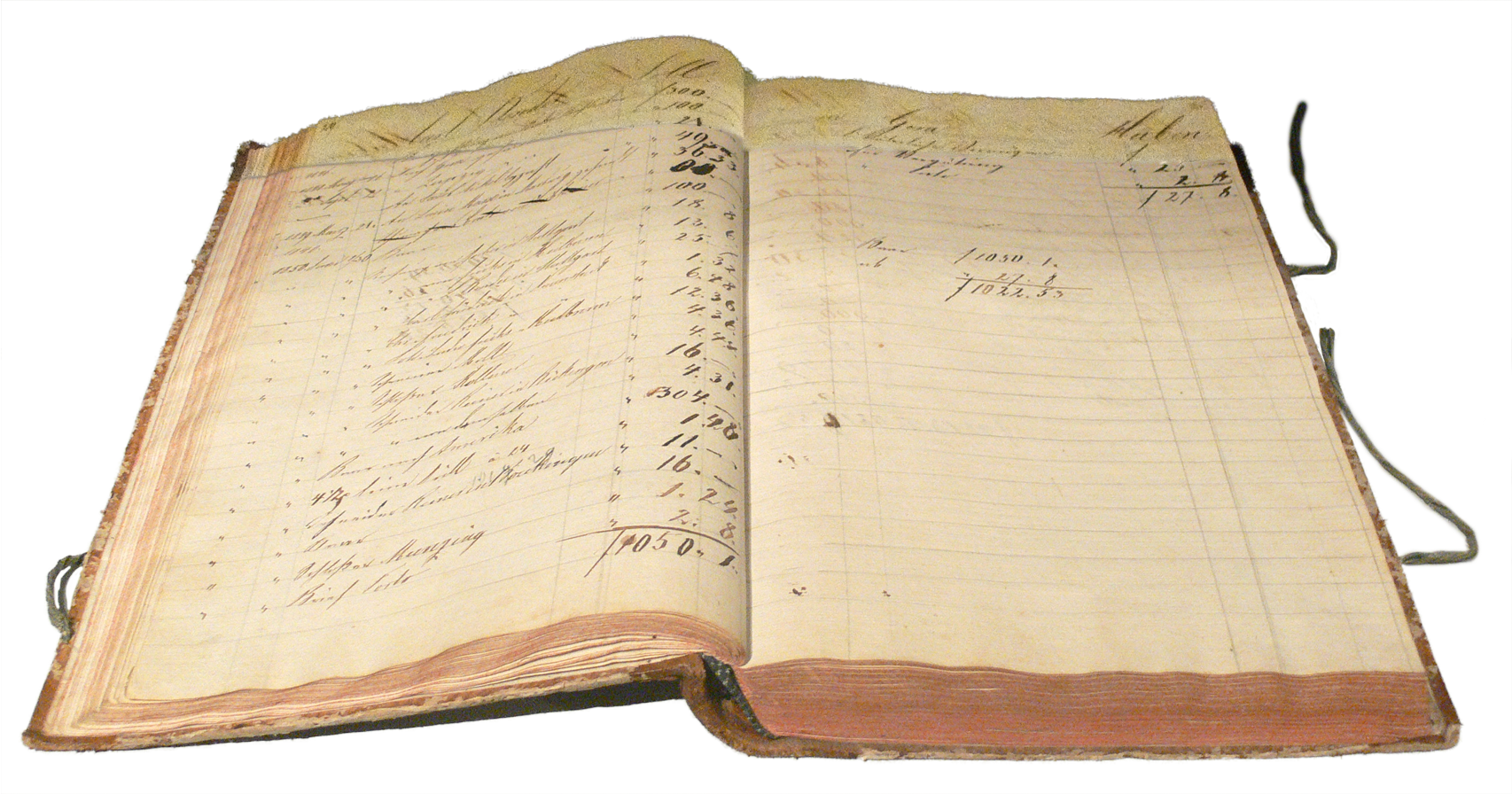

علاوة الإصدار (بالإنجليزية: share premium)، وتسمى أيضا بـ فائض رأس المال، هو الحساب الذي قد يظهر في الميزانية العمومية للشركة، كعنصر من عناصر حقوق المساهمين، والذي يمثل المبلغ الذي اضافته شركة على إصدار أسهم تزيد عن قيمتها الاسمية.
وهذا يسمى برأس المال الإضافي المدفوع في مصطلحات المبادئ المحاسبية المقبولة قبولا عاما الأمريكية (GAAP)، ولكن رأس المال الإضافي المدفوع لا يقتصر على علاوة الإصدار. فهو مفهوم واسع جدًا ويتضمن تعديلات متعلقة بالضرائب والتحويلات.
وفي مجموعها، تمثل الأسهم العادية (والأسهم الممتازة احياناً) الصادرة والمدفوعة (بالإضافة إلى علاوة الإصدار) إجمالي المبلغ الذي دفعه المستثمرون بالفعل مقابل الأسهم عند إصدارها (على افتراض عدم وجود تعديلات أو تغييرات لاحقة).
وعموما الاسهم التي ليس لها قيمة اسمية لن يكون لها أي شكل من اشكال علاوة الإصدار بالميزانية؛ تقيد كل الاموال الناتجة عن إصدار اسهم إلى حساب الاسهم العادية المصدرة.
وفي بعض السيناريوهات الأخرى تحدث علاوة الإصدار عندما تتبرع الحكومة بقطعة أرض للشركة.
بشكل عام، لا يمكن توزيع حساب علاوة الأسهم (SPA)، ولكن يمكن استخدامه في:
- شطب المصاريف / العمولات المتعلقة بإصدار تلك الأسهم، أو
- إصدار أسهم مجانية من الأسهم المدفوعة بالكامل.

يمكن استخدامه أيضًا لبيان أي مكاسب قد تحصل عليها الشركة من بيع أسهم الخزينة، على الرغم من أن هذا الأمر يعتبر أقل شيوعًا.

## خلفية
الكثير من الشركات تصرح باسهم ذات قيمة اسمية ضئيلة، غالبًا ما تكون أصغر وحدة من عملة شائعة الاستخدام (مثل سنت واحد أو 0.01 دولار)، في العديد من الولايات القضائية بسبب المتطلبات القانونية. وقد تبيع هذه الشركات تلك الأسهم بسعر أعلى بكثير (حيث أن القيمة الاسمية هي مفهوم قديم وخيالي إلى حد كبير).
يتم قيد أي علاوة مستلمة على القيمة الاسمية لحساب علاوة الإصدار.

### حساب احتياطي علاوة الإصدار
وفقًا لقانون الشركات لعام 2006، القسم 610  في المملكة المتحدة، لا يجوز استخدام حساب علاوة الأسهم إلا لاستخدامات محددة معينة. ومع ذلك، تم التخفيف من حدة قانون الشركات في المملكة المتحدة في هذا الصدد بشكل كبير في عام 2008 من خلال السماح بتحويل حساب علاوة الأسهم إلى رأس مال ثم تخفيض رأس المال (مما يسمح فعليًا بإلغاء حساب قسط الأسهم من خلال عملية من مرحلتين).
قانون الشركات لعام 1984 (نيبال)، القسم 84: 
(1) إذا قامت شركة بإصدار أسهم بعلاوة، سواء نقدًا أو بخلاف ذلك، فيتم تحويل مبلغ يساوي المبلغ الإجمالي أو قيمة الأقساط المضافة على تلك الأسهم إلى حساب يسمى «حساب علاوة إصدار الأسهم».
(2) يجوز للشركة استخدام حساب علاوة الأسهم في دفع اسهم غير مصدرة ويتم تخصيصها للأعضاء كأسهم مجانية مدفوعة بالكامل، أو شطب - (أ) النفقات الأولية للشركة؛ أو (ب) مصروفات أو عمولة مدفوعة أو خصم مسموح به لأي إصدار من أسهم الشركة أو سندات الشركة، أو (ج) في توفير القسط المستحق الدفع عند استرداد سندات الشركة.
(3) مع مراعاة ذلك، تنطبق أحكام هذا القانون المتعلقة بتخفيض رأس مال الشركة كما لو كان حساب علاوة الأسهم جزءًا من رأس مالها المدفوع.

## روابط خارجية
- فائض رأس المال (capital surplus) أو علاوة الإصدار
- احتياطي فائض رأس المال والملكية نسخة محفوظة 18 سبتمبر 2005 at Archive.is (capital surplus and proprietorship reserve)